# 平武基
平 武基（たいら の たけもと）は、平安時代後期の武将。坂東八平氏の一支流・秩父氏当主。秩父武基とも記される。平良文の曾孫。

## 略歴
系図には「秩父別当」とあり、武蔵国の秩父牧、または国衙の別当を務めたと見られる。秩父郡石田牧は承平6年（933年）4月2日以降、勅旨牧となっている。史料上の牧と秩父平氏の関係は不明だが、軍事貴族の流れを汲む武基が現地の旧郡司を務める氏族と結びつき、牧の管理を行う事で秩父平氏が発展していったと考えられる。
子・武綱は前九年の役・後三年の役に加わって先陣を務めている。

## 系譜
- 父：平将恒
- 母：不詳
- 妻：不詳
  - 男子：高麗武家
  - 嫡男：平武綱